# Werfer-Granate 21
 (février 2025).

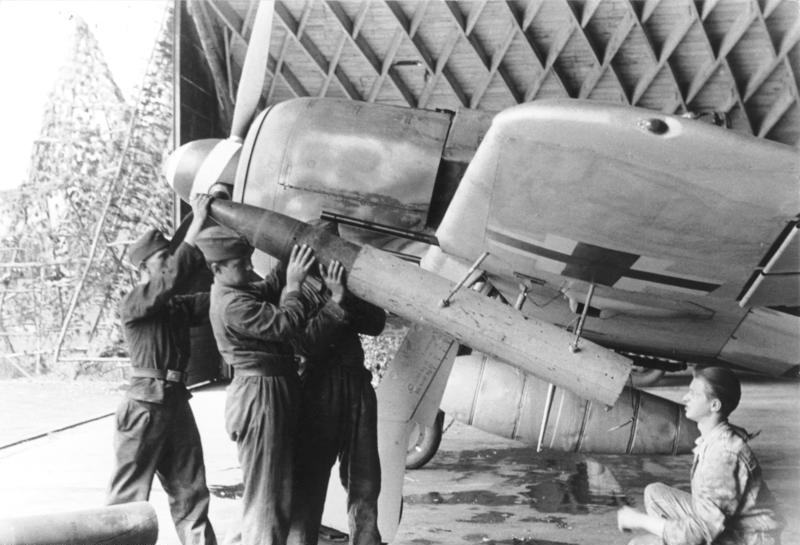
Armement du mortier-roquette Werfer-Granate 21 sous l'aile d'un Fw 190 A-8/R6 du Stab/JG 26.

Le lance-roquettes Werfer-Granate 21, également connu sous le nom de BR 21  dans les manuels officiels allemands (le « BR » signifiant Bordrakete soit roquette embarquée) était une arme utilisée par la Luftwaffe pendant la Seconde Guerre mondiale. Mise en service par l'aviation allemande à la mi-1943, elle était basée sur le 21 cm Nebelwerfer 42, un lance-roquettes de barrage d'infanterie. La version aéronautique fut développée par Rheinmetall - Borsig sous la direction de l'ingénieur Rudolf Nebel, qui avait été le  pionnier de l'utilisation allemande des fusées offensives montées sur les ailes pendant la Première Guerre mondiale avec la Luftstreitkräfte.

## Histoire
Les formations serrées des bombardiers lourds de l'USAAF permettaient à leurs mitrailleuses lourdes défensives Browning M2 de se couvrir mutuellement, et une telle zone de combat était un environnement extrêmement dangereux pour un avion de chasse, avec des dizaines de mitrailleuses lourdes pour repousser les attaques des chasseurs de la Luftwaffe dans presque toutes les directions possibles. Cela conduisit les Allemands à de nombreux efforts pour développer des armes qui pourraient attaquer les bombardiers au-delà des 900 mètres, la portée effective des mitrailleuses défensives.
La Werfer-Granate permettait aux pilotes allemands d'attaquer les bombardiers à une distance plus sûre de plus d'un kilomètre, où le risque d'être touché par les mitrailleuses ennemies était considérablement réduit. Bien qu'il soit extrêmement improbable qu'une seule charge utile de deux ou quatre de ces roquettes tirées d'un chasseur réussisse un coup au but, un lancement en masse par un escadron entier de chasseurs (un Staffel de 12 à 16 avions) à son approche pour intercepter les bombardiers alliés réussirait probablement deux ou trois coups au but, avec une précision d'environ 15 %. Le rayon d'explosion énorme de la roquette compensait également l'imprécision, et même un coup non mortel sur un bombardier par une pluie d'éclats d'obus aurait des effets psychologiques et l'obligerait peut-être à effectuer des manœuvres d'évitement qui l'éloigneraient de la protection de ses camarades.
Les Jagdgeschwader 1 et Jagdgeschwader 11 furent les premières unités de première ligne à utiliser cette arme au printemps 1943. Au cours de l'automne 1943, les Messerschmitt Bf 110 G-2 Zerstörer des Zerstörergeschwader 26 et Zerstörergeschwader 76 en furent également équipés.
Ces armes furent également parfois utilisées contre des cibles terrestres à partir de la fin de 1943, comme lors de la campagne d'Italie de 1943 à 1944, de la bataille de Normandie de l'été 1944 et pendant la bataille des Ardennes à l'hiver 1945.

## Conception et capacités

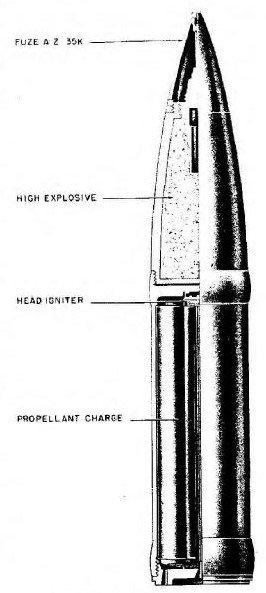
Grenade Wurf 42 de 21 cm.

Modifiée à partir du projectile de barrage d'infanterie 21 cm Nebelwerfer 42 et reconfigurée pour le lancement aérien, la fusée, stabilisée par rotation, était propulsée par du combustible solide diglycol et l'ogive pesait 40,8 kg. Le projectile du Wfr. Gr. avait une vitesse de 320 mètres/seconde (1 150 km/h) et une portée maximale de 1 200 mètres. La fusée et le tube pesaient au total environ 112 kg. Une temporisation faisait exploser l'ogive à une distance prédéfinie de 600 à 1 200 mètres du point de lancement, ce qui entraînait une zone d'explosion mortelle d'environ 30 mètres de large.

## Usage
Les chasseurs monoplaces transportaient un seul lanceur tubulaire sous chaque aile, tandis que les chasseurs bimoteurs lourds Zerstörer en transportaient deux sous chaque aile. Sur le plan opérationnel, l'arme présentait plusieurs inconvénients : les tubes lanceurs produisaient une résistance importante à l'air, ce qui réduisait la vitesse, la maniabilité et les performances générales de l'avion. Cependant, contrairement aux nacelles de canons habituels, solidement fixées sous les ailes et que portaient de nombreux chasseurs monomoteurs anti-bombardiers de la Luftwaffe, les lanceurs tubulaires du BR 21 étaient larguables et, une fois les roquettes tirées, le chasseur pouvait ainsi revenir à un meilleur profil de vol.

## Inconvénients
La vitesse relativement faible de la fusée créa un problème considérable pour tenter de contrer la chute balistique pour un projectile aussi lent, ce qui nécessita que les tubes de lancement soient montés à un angle d'environ 15° vers le haut par rapport à la ligne de vol, provoquant une traînée considérable sur la cellule de l'avion porteur. La faible vitesse de lancement et l'angle élevé sous lequel la fusée était lancée signifiaient qu'il était difficile de viser avec précision et de juger correctement la distance de la cible. En conséquence, la plupart des roquettes tirées explosèrent soit devant, soit derrière le bombardier ciblé. Cependant, elles parvenaient souvent à ouvrir suffisamment les formations de bombardiers pour permettre aux chasseurs d'attaquer avec des armes conventionnelles[réf. nécessaire].

## Avions armés du Wfr. Gr. 21

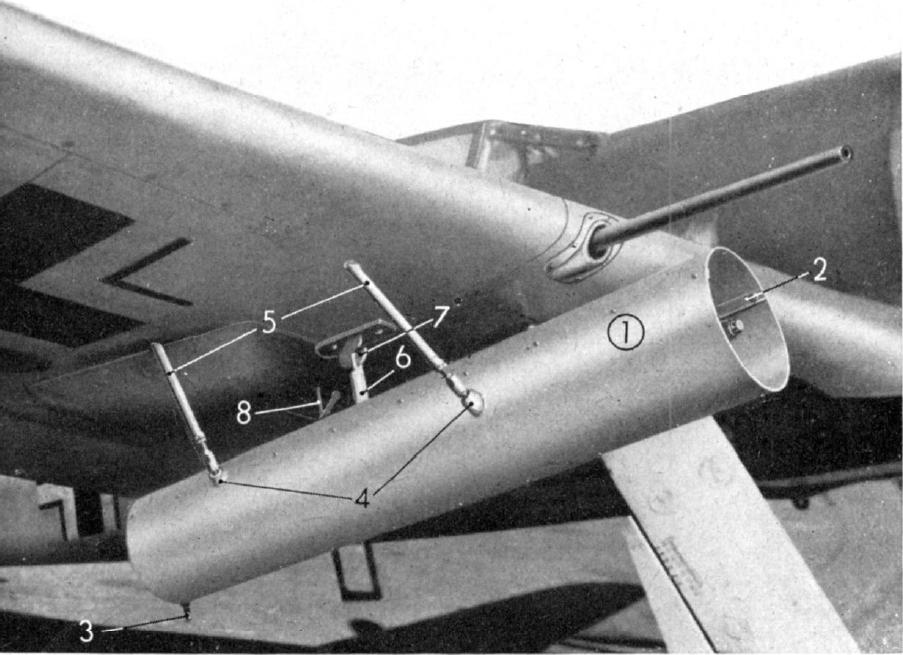
Détails de l'installation du tube de lancement de fusée BR 21 sur un Fw 190A.

Montage sous l'aile (un sous chaque aile)
- Focke-Wulf Fw 190 A-7 et plus récent : comme modification Rüstsatz 6 (/R6)
- Messerschmitt Bf 109 G : comme modification BR21

Support sous l'aile (deux sous chaque aile)
- Messerschmitt Bf 110
- Messerschmitt Me 210
- Messerschmitt Me 410 Hornisse

Support sous le fuselage (un de chaque côté, à partir des supports de bombes flanquant le puits du train avant)
- Messerschmitt Me 262

En dehors de la Luftwaffe
- L'IAR-80 - IAR-81C de l'Armée de l'air royale roumaine furent équipés du Werfer-Granate 21 en 1944.